# John Peter Richardson II
John Peter Richardson II, född 14 april 1801 i Clarendon District (nuvarande Clarendon County) i South Carolina, död 24 januari 1864 i Sumter District (nuvarande Sumter County) i South Carolina, var en amerikansk demokratisk politiker. Han var ledamot av USA:s representanthus 1836–1839 och South Carolinas guvernör 1840–1842. Han var far till John Peter Richardson III som var South Carolinas guvernör 1886–1890.
Richardson utexaminerades 1819 från South Carolina College (numera University of South Carolina), studerade sedan juridik och inledde sin karriär som advokat i South Carolina.  År 1836 fyllnadsvaldes Richardson till representanthuset där han satt kvar fram till år 1839.
Richardson efterträdde 1840 Barnabas Kelet Henagan som South Carolinas guvernör och efterträddes 1842 av James Henry Hammond.
Richardson avled 1864 i Sumter District. Hans grav finns på Richardson Cemetery i Clarendon County i South Carolina.